# 2025 en Algérie
Chronologie de l’Algérie
- 2021
- 2022
- 2023
- 2024
- 2025
- 2026
- 2027
- 2028
- 2029

Cet article traite des événements qui se sont produits durant l'année 2025 en Algérie.

## Événements

### Janvier
- 12 janvier : l’Algérie célèbre, ce dimanche 12 janvier 2025, le nouvel an Amazigh, Yennayer 2975[1].
- Du 22 janvier au 25 janvier 2025 : la troisième édition du Salon international des cosmétiques Cosmetica Algeria sera organisée au Palais des expositions des Pins maritimes à Alger[2].

### Février
- x

### Mars
- 9 mars : élections sénatoriales.
- 19 mars : un avion de combat Soukhoï Su-30MKA des Forces aériennes algériennes s'écrase à l'est de Tamekten dans le Wilaya d'Adrar quelques secondes après son décollage de la base aérienne de Reggane. Un pilote est mort, un second s'est éjecté sain et sauf[3].
- 27 mars : l'écrivain Boualem Sansal est condamné à une peine de cinq ans de prison ferme [4].

### Avril
- x

### Mai
- 19 mai : Azouz Nasri devient président Conseil de la nation (sénat).
- 26 mai : Trois candidats à la présidentielle de 2024 sont condamnés pour corruption[5].

### Juin
- 29 juin : condamnation du journaliste français Christophe Gleizes à 7 ans de prison notamment pour « apologie du terrorisme »[6].

### Juillet
- 5 juillet : célébration du 63ème anniversaire de la Fête de l'indépendance nationale.

### Août
- 5 août : un avion d'entrainement Firnas-143 s'écrase sur l'Aéroport de Jijel - Ferhat Abbas. Les quatre personnes à bord, le commandant du Groupement aérien de la protection civile, un pilote stagiaire, le directeur de l’école de formation et un instructeur chilien d'Air Tractor sont morts[7].
- 15 août : un autobus de passagers tombe dans l’Oued El Harrach à Alger et provoque près d'une vingtaine de morts. À la suite de cet accident, Saïd Sayoud, ministre des transports, indique que plus de 84 000 autobus en mauvais état doivent être changés[8].

### Septembre
- x

### Octobre
- x

### Novembre
- 1 novembre : célébration de la 71e anniversaire de la guerre d'indépendance.

### Décembre
- x

## Décès
- 7 janvier : le doyen de la boxe algérienne dans les années 1970, Abdelkader Ould Makhloufi, est décédé à l'âge de 80 ans[9].
- 22 mars : Djamel Menad footballer professionnel.

#### L'année 2025 dans le reste du monde
- L'année 2025 dans le monde
- 2025 par pays en Amérique • 2025 au Brésil, 2025 au Canada, 2025 au Québec, 2025 aux États-Unis, 2025 au Mexique
- 2025 en Europe, 2025 dans l'Union européenne • 2025 en Belgique, 2025 en France, 2025 en Italie, 2025 en Suisse
- 2025 en Afrique • 2025 par pays en Asie • 2025 par pays en Océanie, 2025 en Océanie • 2025 en Antarctique
- 2025 aux Nations unies
- Décès en 2025